# リヨン派 (美術)
リヨン派（フランス語:L'École de Lyon または École lyonnaise）は、19世紀の前半のフランスの画家を区分したもののひとつである。19世紀前半にリヨンにゆかりのある画家たちで、哲学的、宗教的なテーマを描いたことなど、共通した特徴をもっていたが、互いに密接に交流したという集団ではない。

## 概要

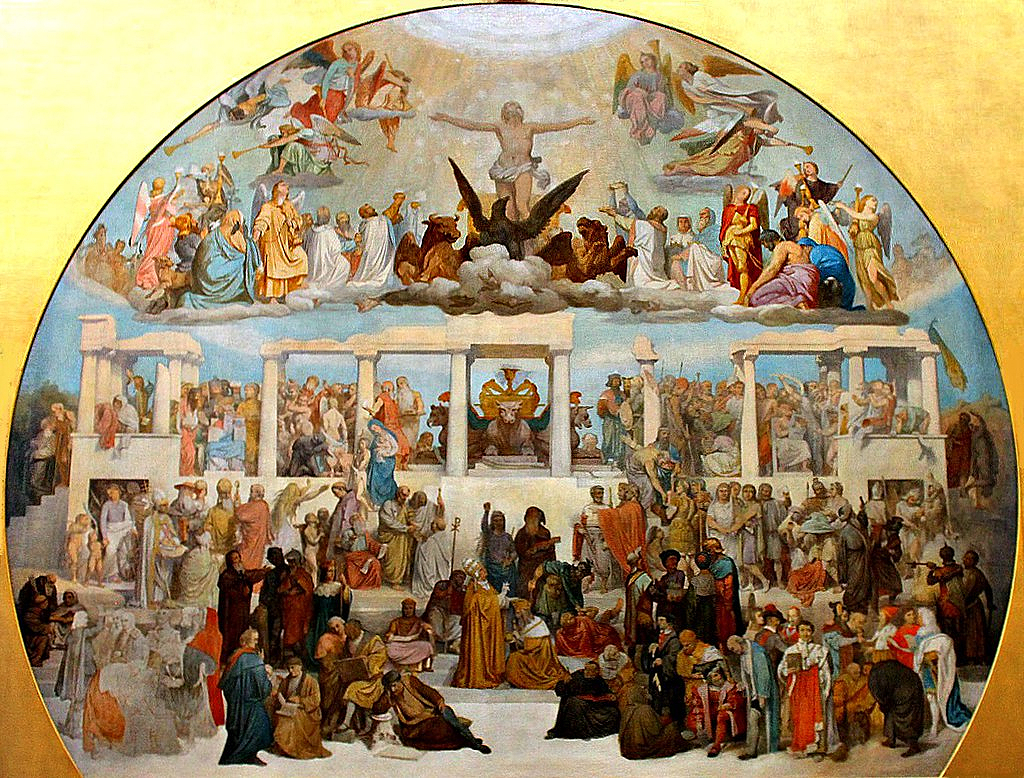
ポール・シュナヴァール(1808-1895)の壁画

リヨン出身の画家、ポール・シュナヴァールを中心とした画家たちであるとも定義される。シュナヴァールはローマに学び、ナザレ派の画家 オーファーベックの影響を受けた画家で、パリのパンテオンの壁画を描いた。
代表的なリヨン派のメンバーに、トラバドール様式（Troubadour Style、「吟遊詩人様式」とも）の画家、ピエール・レヴォワルがいる。ビクトール・オルセル、ルイ・ジャンモ、イポリット・フランドランらがメンバーとされる。美術史上、イギリスのラファエル前派の先駆ともされる。
1851年にリヨン美術館が創立されリヨン出身の画家たちの作品が集められたことによって、「リヨン派」という概念が定着した。

## リヨン派とされる画家の作品

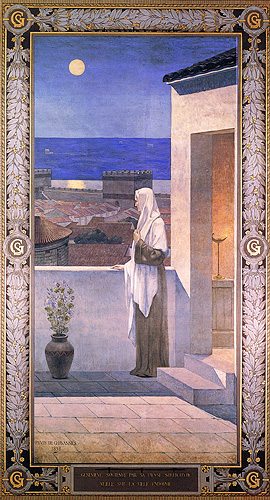
ピエール・ピュヴィス・ド・シャヴァンヌ(1824-1896) 「パリを見守る聖ジュヌヴィエーヴ」
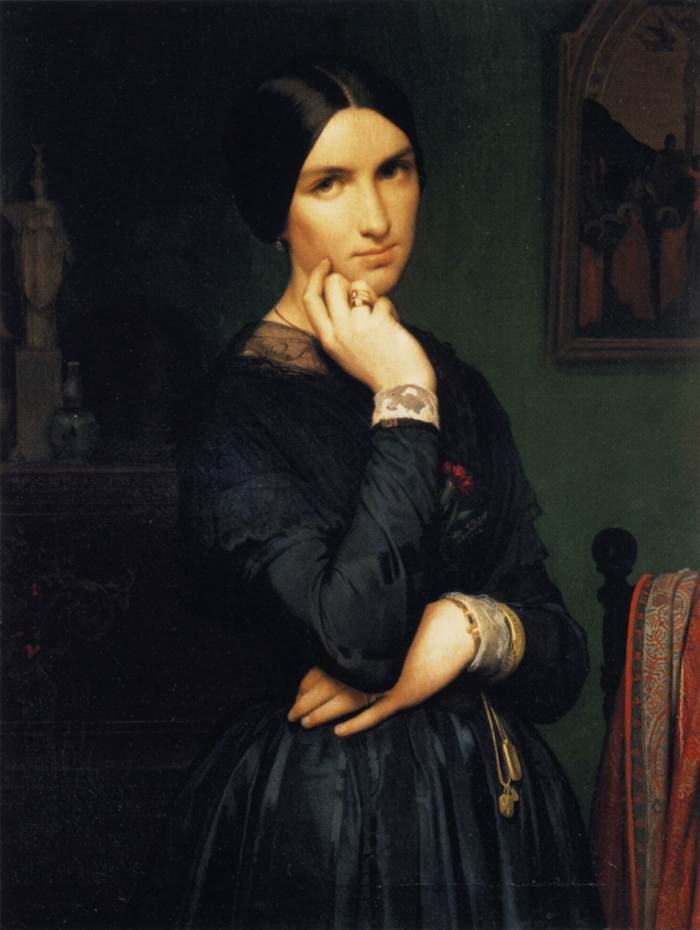
イポリット・フランドラン(1809-1864) Ritratto della moglie
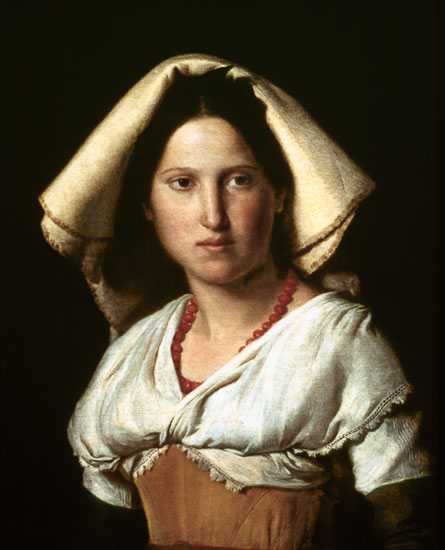
ビクトール・オルセル(1795-1850) Vittoria Caldoni
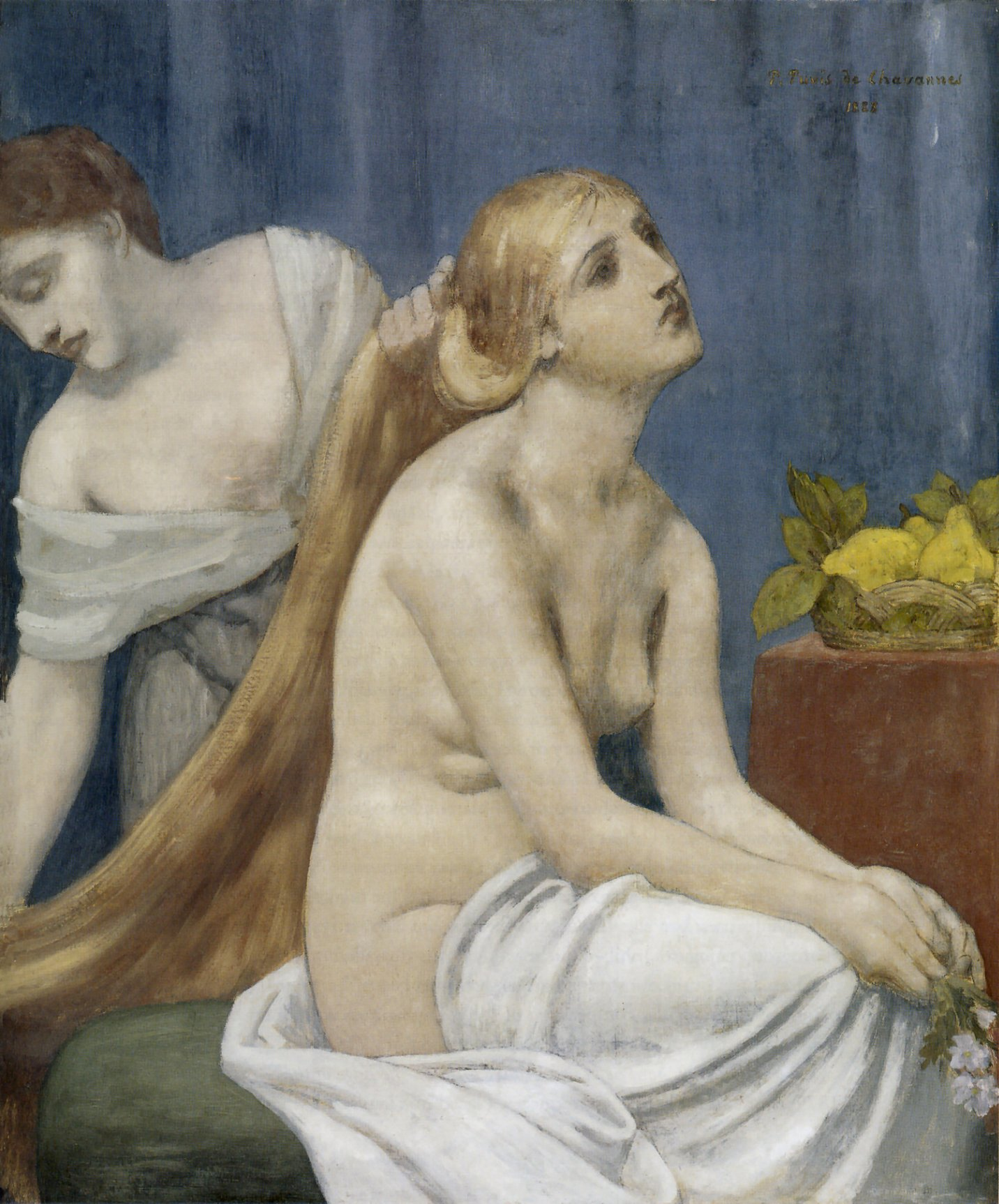
ピエール・ピュヴィス・ド・シャヴァンヌ(1824-1898) La toeletta
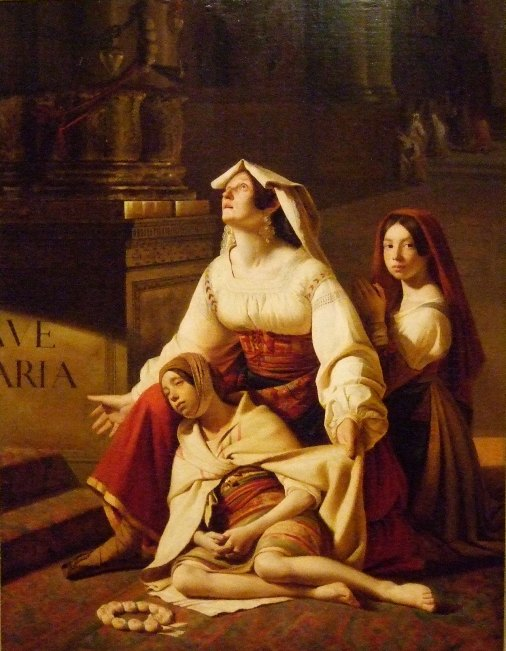
クロード・ボンヌフォン(1796-1860) Il voto
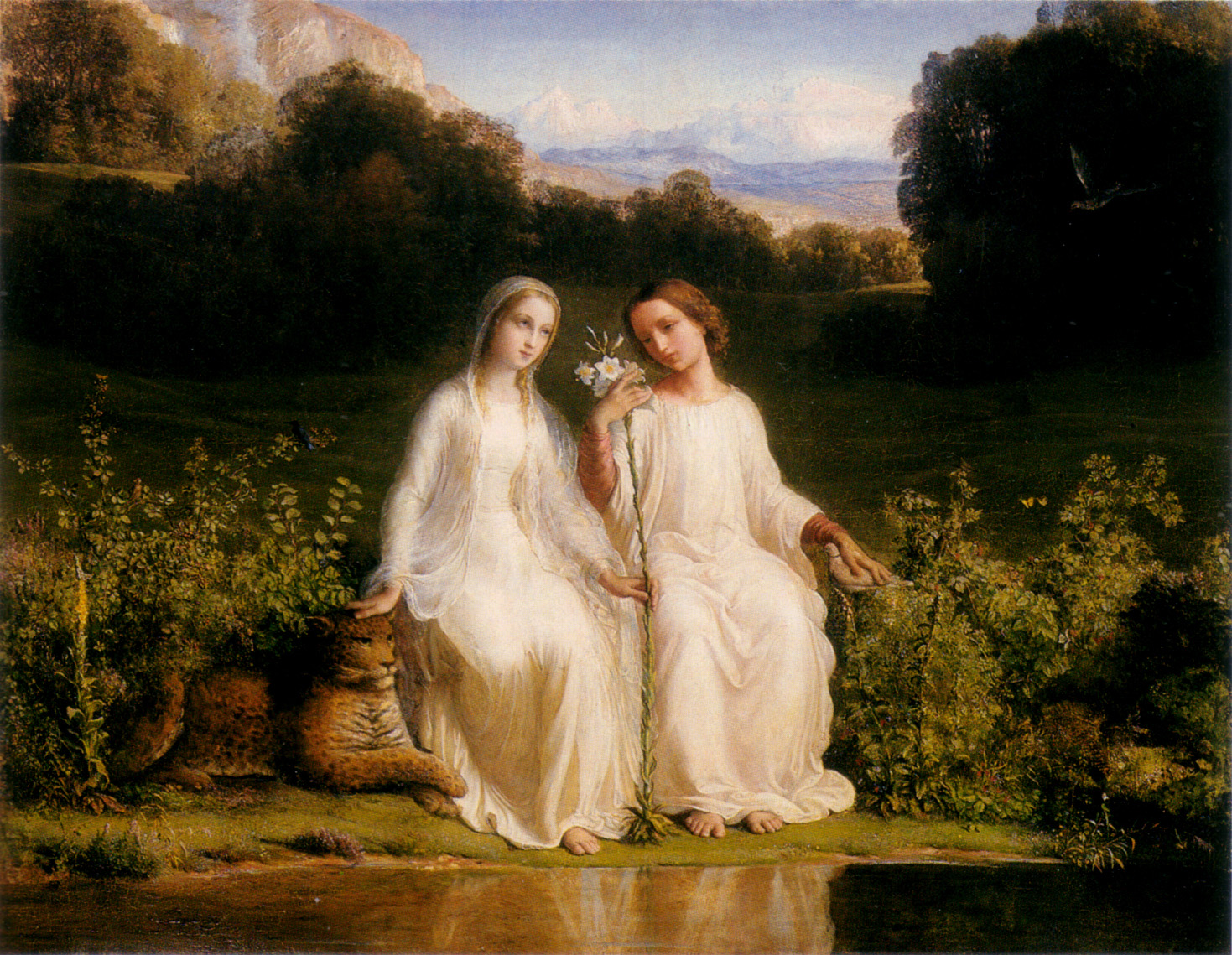
ルイ・ジャンモ(1814-1892) Verginità
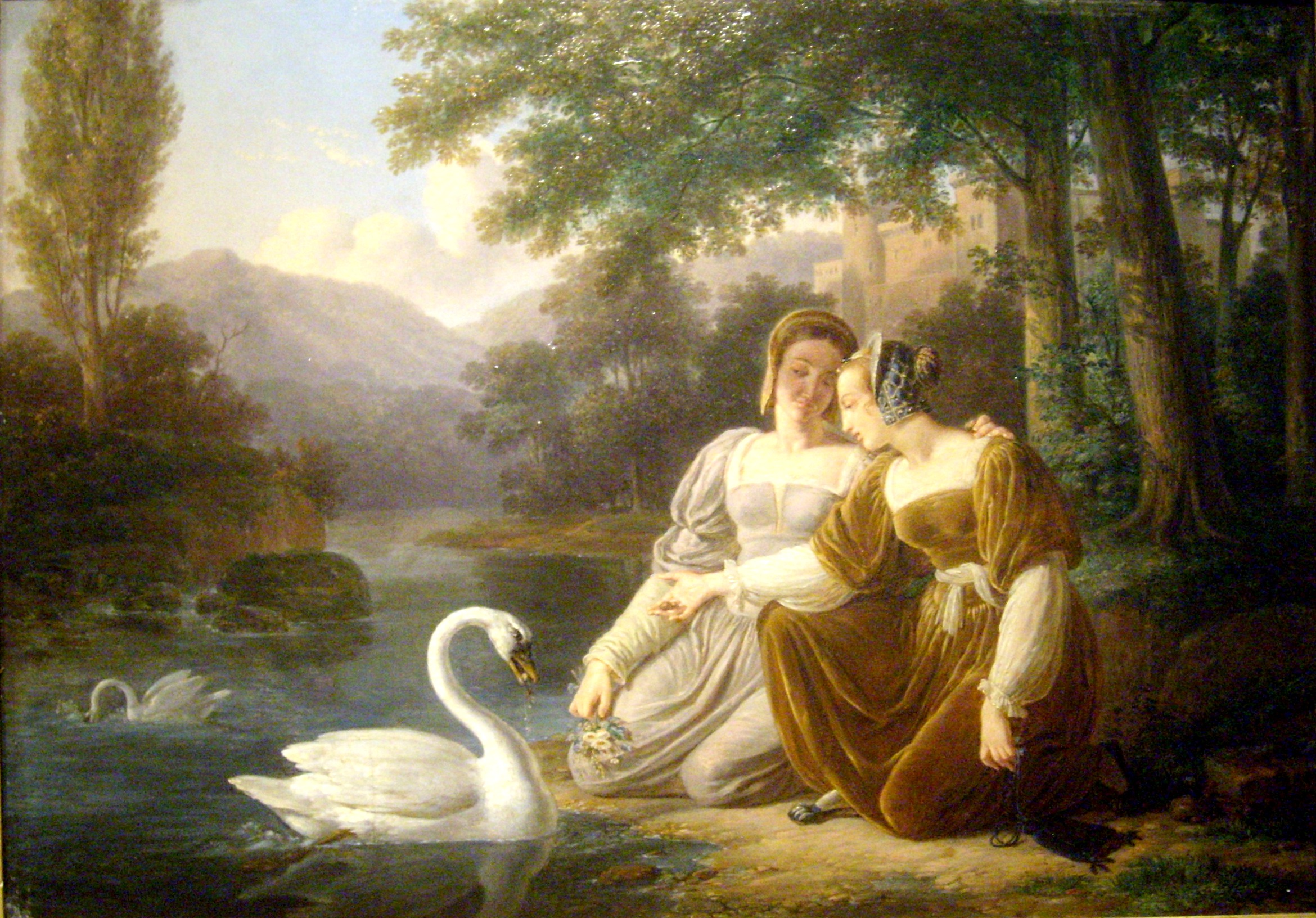
ピエール・レヴォワル(1776-1842) Due castellane
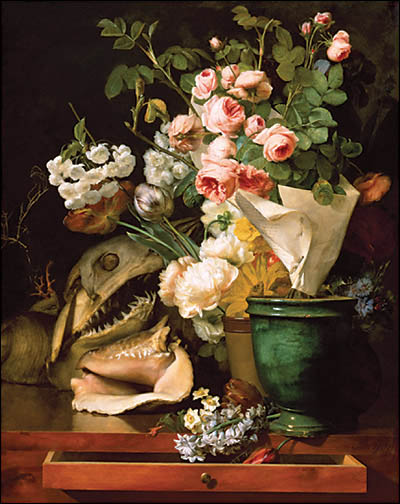
アントワーヌ・ベルジョン(1754-1843) Natura morta con fiori
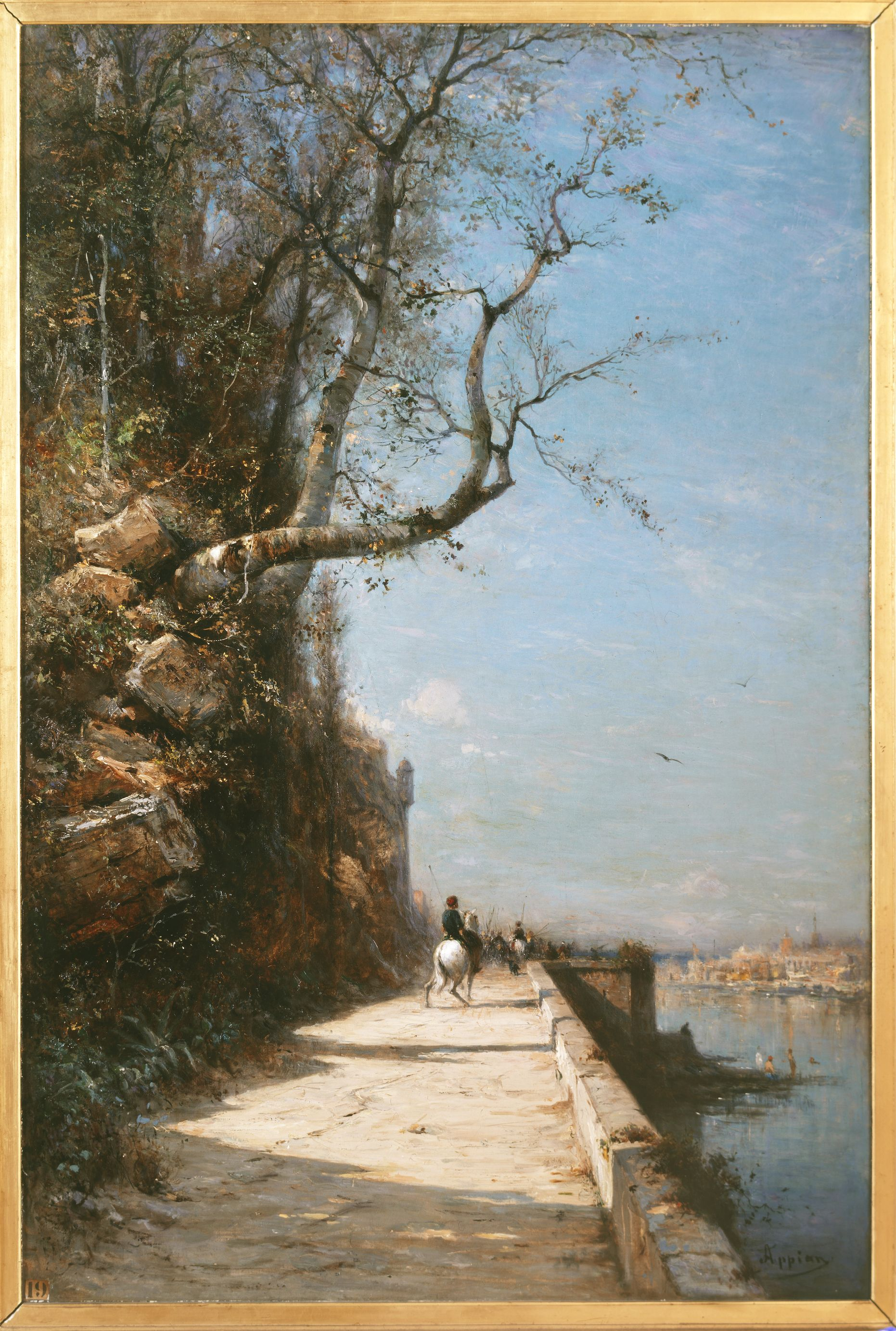
アドルフ・アッピアン(1818-1898) Strada nei pressi di Genova